# Wakakusa Monogatari yori Wakakusa no Yon Shimai
Wakakusa Monogatari Yori Wakakusa no Yon Shimai (яп. 若草の四姉妹 Вакакуса моногатари ёри вакакуса но ён симай,  «Четыре сестры — маленькие женщины») — японский аниме-сериал 1981 года, адаптация романа «Маленькие женщины» американской писательницы Луизы Мэй Олкотт. Сериал был снят студией Toei Animation.
Этот сериал иногда путают с сериалом «История любви маленьких женщин» от Nippon Animation 1987 года, являющимся частью серии «Театр мировых шедевров».

## История создания
За год до выхода сериала по телевидению транслировалась отдельная серия, режиссёром которой был Юго Сэрикава. Хотя в её основе лежит роман, она снималась скорее по его экранизациям. Например, в начале есть сцена, где Джо играет в снегу, и с такой же сцены начинается фильм 1949 года. Эта серия послужила «пробой вод» для сериала, что стало очевидным, когда к съемкам сериала была привлечена большая часть той же съёмочной команды.
В то же время сильнейшим отхождением от романа Ребекка Сильверман посчитала лишь цвет волос Джо — в аниме она блондинка, тогда как в книге чётко указано, что у нее тёмные волосы.

## Сюжет
В основе сюжета лежит роман «Маленькие женщины» американской писательницы Луизы Мэй Олкотт.
1860-е годы. Фредерик (в книге Роберт) Марч отправляется капелланом на войну, оставляя дома жену и четырех дочерей Джо, Мег, Бет и Эми. Дочери стараются помочь своей матери и найти общий язык с соседями.

## Роли озвучивали
- Мами Кояма — Джо
- Юко Такаги — Мег
- Кэйко Хан — Бет
- Тиёко Кавасима — Эми
- Цубои Акико — миссис Марч

## Список серий
1. Рождество в доме Марч (Christmas Eve in the March House)
2. Ангелы в сапогах (Angels in Boots)
3. Приятель Джо (Jo’s Boyfriend)
4. Превращение Бет (Beth’s Transformation)
5. Высокомерная выходка Эми (Stuck-up Amy’s Expulsion Incident)
6. Ссора: Джо против Эми (Confrontation: Jo vs. Amy)
7. Бал в доме Лоренсов (Dance at the Lawrence Home)
8. Мег в ловушке (Meg Caught in a Trap)
9. Собрание редакции на чердаке (Editorial Meeting in the Attic)
10. Кухонный долг Джо (Jo’s Cooking Duty)
11. Пикник (Picnic)
12. Неприятности Лори (Laurie’s Troubles)
13. Группа беженцев (A Group of Refugees)
14. Бет и Канарейка (Beth and the Canary)
15. Тайна Джо (Jo’s Secret)
16. Мег взрослеет (Meg, Now an Adult)
17. Миссис Марч выбирает воспитанную дочь (Mrs. March Chooses a Foster Daughter)
18. Полевой госпиталь в городе (The Field Hospital Raised in Town)
19. Старые сказки Лоренса (Lawrence’s Tales of Old Times)
20. Фантазии Джо (Jo’s Fantasy)
21. Фантазия Джо 2 (Jo’s Fantasy 2)
22. Зловещая телеграмма (Ominous Telegram)
23. Не умирай, Бет (Don’t Die, Beth)
24. Колыбельная Ангелов (Angel’s Lullaby)
25. Завещание Эми (Amy’s Will)
26. Весна в Конкорде (Spring in Concord)